# Montlaur (Droma)
Montlaur-en-Diois és un municipi francès del departament de la Droma i la regió d'Alvèrnia-Roine-Alps.